# 超人力霸王雷古洛斯
《超人力霸王雷古洛斯》（日语：ウルトラマンレグロス），由圓谷製作所製作的特攝網路影集，2023年於旗下影視平台「TSUBURAYA IMAGINATION」，「Ultraman Connection」，官方Youtube頻道及海外平台播映。

## 概要
本作為TSUBURAYA IMAGINATION的原創作品，主監督則曾執導過《超人力霸王捷德》等多部作品的坂本浩一擔任，編劇則是由足木淳一郎擔任，主角則是由原創發行作品《超級銀河格鬥 命運的衝突》登場的神秘英雄「超人雷古洛斯」為主角，揭示該位角色令人震驚的過去。2022年12月，預映的特別篇《最初任務》則初次在日本戲院獨家播映。
2023年4月27日，《雷古洛斯》前、後篇（2卷、共6話）將確認將於5月23日及6月6日於「TSUBURAYA IMAGINATION」，特別篇《最初任務》將於7月3日起發行。
2023年5月22日，官方Youtube頻道首播首集，每集約15分鐘。

## 故事大綱
神秘的D60星球，是宇宙幻獸拳的發源地。宇宙幻獸拳是一種神奇的宇宙拳法，鬥士們通過與該星球的守護神宇宙幻獸簽訂契約，可以用它們的力量進行戰鬥。在雷亭大師的帶領下，宇宙幻獸鬥士們努力訓練著。
有一天，一個年輕人漂流到了D60上，他除了名字以外失去了所有記憶，他的名字叫超人力霸王雷古洛斯。他的天賦被雷亭大師認可，並開始學習據說是宇宙中最強的宇宙幻獸拳....這是關於他昔日苦戰的故事。

## 本作登場角色

### 超人力霸王雷古洛斯
本作登場的超人力霸王，該角色正式首次登場於前作《超級銀河格鬥 命運的衝突》，在《超級銀河格鬥 巨大的陰謀》內是全身籠罩在一個謎團之中的超人，在本作中從瀕死狀態中甦醒，失去了除了自己名字——「雷古洛斯」之外的一切記憶墜落至行星D60。拜在「幻獸鬥士」阿魯德大師的門下學習宇宙幻獸拳，和門下師兄一起不斷修行，在王嘯和辰番的訓練下，他的武功突飛猛進，然而在瑪格瑪大軍的襲擊事件後，他回想起一直以來受到的教誨以及與宇宙幻獸拳使用者們的情誼，終於成功與宇宙赤龍和宇宙白虎簽訂契約，覺醒了宇宙幻獸拳·赤龍白虎拳。
- 皮套： 大久保洸成
- 高度： 52公尺
- 體重： 47,000噸
- 必殺技：赤龍白虎拳

其名稱「Regulos」取自獅子座的一等星軒轅十四。右臂的紋身代表電擊白虎拳，而左臂的紋身代表火炎赤龍拳，雙臂的紋身為修練宇宙拳法的象徵。
當擊潰馬格馬星人後，雷古洛斯與斯皮卡一同與死去的雷亭以及眾拳士的靈魂道別，想要重新開始，不料本該死去的迪亞斯突然出現並攻擊二人，斯皮卡為了替雷古洛斯擋下攻擊而死。最終，他被塔爾塔洛斯以研究超人力霸王戰士為目的活捉了起來，被關押於「納拉克」次元中。
《超級銀河格鬥 命運的衝突》
當尤莉安在「納拉克」與他相遇後，對待他細心照料並使用治愈技能幫助雷古洛斯恢復，可並未產生顯著效果。雖後，部分超人力霸王戰士來到阿布索留特人王國的所在地前來營救尤莉安，並順利找到了被囚禁的兩人。當雷古洛斯終於完全恢復傷勢，獨自斷後對付迪亞波羅。此時，在想起了師父的教誨，他在與迪亞波羅一番交手後亦全身而退，來到了「M78宇宙」。
最後，當光之國成員與阿布索留特一族在冰雪星上展開首次全面衝突時。雷古洛斯與雷歐兄弟一銅合力對抗迪亞波羅，並使用幻獸拳法大師們的力量使用合體技幻獸霸王拳擊殺迪亞波羅戰鬥結束後，雷古洛斯正式入駐光之國，並道出了自己來自另一個過去的宇宙的事實。

### 幻獸鬥士
阿魯德大師（マスターアルーデ）
聲優：大塚明夫
宇宙幻獸拳法的大師，團隊中最強的鬥士。使用最強的拳法為「剛力破牛拳」。
他是法羅斯、圖本等人的師父。能夠透過剛力破牛拳一拳擊潰馬格瑪星人的艦隊，並一度壓制馬格瑪星人的提督沃魯岡。後因偷襲而露出破綻，被沃魯岡使用毒手拳擊中併中毒重傷。最終被解除偽裝的阿布索留特迪亞波羅殺害，並被奪取宇宙幻獸水牛。
其名稱的由來被認為是金牛座的恆星畢宿五。
法羅斯（インストラクターフォロス）
聲優：津田健次郎
宇宙幻獸拳法的大師。性格嚴肅，比任何人都更遵守宇宙幻獸拳的教義。圖本的弟弟。
他是能夠操縱雷霆的「電擊白虎拳」的使用者，能夠將雷電纏繞身體並迅速發起攻擊。在過去，他與圖本爭奪「最強幻獸鬥士」的稱號，但由於他對圖本的率性行為一直看不慣，加上他們簽訂的幻獸龍與虎之間關係不和睦，兩人的關係一度破裂。由於馬格瑪星人的第一次入侵，他接替受重傷的阿魯德大師訓練幻獸鬥士。
當馬格瑪星人第二次入侵D60時，法羅斯與圖本多年後再次聯手抵禦敵人，為雷古洛斯和斯皮卡的撤退爭取時間。然而，為了保護被情感吞噬理智的雷古洛斯，他與圖本一同擋下沃魯岡的致命一擊，最終身受重傷而去世。臨終前，他將自己的幻獸力量傳承給雷古洛斯。
其名稱的由來被認為是武仙座的恆星天市右垣一的西方固有名稱「Kornephoros」。
圖本
聲優：森川智之
是能夠火焰的「火炎赤龍拳」的使用者。法羅斯的哥哥。
他是一個不喜歡受到規則和制度束縛，性格自由奔放的人。擅長精準瞄準對手要害的戰術。在過去曾與法羅斯爭奪「最強幻獸鬥士」的稱號，但率性的他經常逃課，常與人爭吵，加上他們簽訂的幻獸龍與虎之間關係不和睦，兩人的關係一度破裂，因此退出了幻獸鬥士的行列，獨自修行。在與雷古洛斯相遇後，他對其資質表示讚賞，並在夜晚眾人休息時教授雷克洛斯拳法。
在馬格瑪星人第二次入侵D60時，圖本為了保衛D60而戰，與弟弟法羅斯多年後再次聯手抵敵，成功抵擋住沃魯岡，為雷古洛斯和斯皮卡的撤退爭取時間。然而，為了保護被情感吞噬理智的雷古洛斯，他與圖本一同擋下沃魯岡的致命一擊，最終身受重傷而去世。臨終前，他將自己的幻獸力量傳承給雷古洛斯，並認可他為自己的弟子。
其名稱的由來被認為是天龍座的恆星右樞。
阿爾比歐（アルビオ）
聲優：增田俊樹
雷古洛斯的師兄之一，一個長得像鳥的宇宙人。
是能夠操縱風的「飛翔精鶴拳」的使用者。其性格活潑開朗，在雷古洛斯和迪亞斯進行基礎訓練時喜歡開玩笑調侃兩人。在抵御馬格瑪星人第一次入侵D60時，他輕鬆地擊退了多位馬格瑪星人。
然而，在馬格瑪星人第二次入侵D60時，他不敵沃魯岡的攻擊，最終被馬格瑪毒手拳擊殺。在他死前，他將自己的幻獸力量託付給了雷古洛斯。
其名稱的由來被認為是天鵝座的恆星天鵝座β。
法爾德（ファルード）
聲優：前野智昭
雷古洛斯的師兄，一個長著蛇臉的外星人。
是能夠操縱水的「幻影水蛇拳」的使用者。經常與阿爾比歐和斯皮卡擔任雷古洛斯及迪亞斯的軀幹訓練員，平時常以醉拳可見的姿態漂浮在岩石上。在抵御馬格瑪星人第一次入侵D60時，他輕鬆地擊退了多位馬格瑪星人。
然而，在馬格瑪星人第二次入侵D60時，他不敵沃魯岡的攻擊，最終被馬格瑪毒手拳擊殺。在他死前，他將自己的幻獸力量託付給了雷古洛斯。
其名稱的由來被認為是長蛇座的恆星星宿一。
斯皮卡（スピカ）
聲優：伊藤美來
宇宙幻獸拳法中唯一的女戰士，能夠操縱冰凍空氣的「高速凍豹拳」的使用者。
她具有性格開朗且樂於助人的一面，是D60星是第一位發現雷古洛斯奧特曼的人。在救醒了被冰封的雷古洛斯，並將他介紹給幻獸鬥士的成員們。並在其後經常協助雷古洛斯和迪亞斯一起訓練，並經常幫助D60星的村民搬運石塊，與眾人保持良好的關係。
在對抗馬格瑪星人的入侵中，他擊殺了多名馬格瑪星人並保護雷古洛斯撤退。在第二次入侵中，她與雷古洛斯目睹了阿魯德和迪亞斯的死亡。在法羅斯和圖本將幻獸交給雷古洛斯後，她成為了幻獸鬥士唯一的倖存成員，並見證了雷古洛斯掌握宇宙幻獸的能力。
在D60的侵略計畫告一段落後，當他們決定重振幻獸鬥士時，斯皮卡最終受到解除偽裝的迪亞波羅的襲擊並受重傷而死。臨終前，她表達了對雷古洛斯的愛意，並對未能與雷古洛斯共同走向未來感到遺憾。最後，她將自己的幻獸力量託付給雷古洛斯後氣絕。
其名稱的由來被認為是處女座的恆星角宿一。

### 馬格瑪星人
沃魯岡（ヴォルカン）
聲優：黑田崇矢
本故事的敵役角色，是侵略L77星和D60星的馬格瑪侵略軍提督及總指揮官。身高60公尺　體重30,000噸。
他能夠使用「馬格瑪毒手拳」進行戰鬥，此拳法能將其身上的邪惡之氣轉變為毒攻擊對手。身上穿著的裝甲是安培拉星人的仿製品，雖然不及真品，但也擁有極高的防禦力。他率領隊伍成功攻占了L77，並俘虜了阿斯特拉。並在隨後與迪亞波羅商議入侵D60的計劃。
在第一次入侵D60時，他輕易壓制了雷古洛思和迪亞斯，但被趕來的阿魯德大師輕而易舉地制服了他。在戰鬥失利後，他憤怒地毆打了阿斯特拉。然而，在第二次入侵D60的戰鬥中，他成功殺死了幾名幻獸鬥士成員，但最終在與雷古洛斯的戰鬥中被壓制。試圖使用馬格馬毒手拳的禁招強化自己已進行死鬥。
最終，他被覺醒的雷古洛斯擊殺，臨死前認出了雷古洛斯的真正身份。
由拉布（ユラブ）
聲優：外島孝一
本故事的敵役角色，侵略D60星球的馬格瑪隊長，與羅芭被稱為「地獄兄妹」。
能夠指揮馬格瑪星的一般士兵以幻獸鬥士為攻擊目標。他擁有極高的攻擊力，右手裝備了一把馬格瑪佩刀，會參加前線的戰鬥。
性格非常殘暴，時不時也會露出為妹妹羅芭著想的一面。
當帶領馬格瑪軍團入侵D60時並與斯皮卡交手，最終被趕來的法羅斯輕鬆壓制並擊殺。
羅芭
聲優：春川芽生
本故事的敵役角色，由拉布的妹妹兼部下，也是馬格瑪侵略軍的副隊長。與由拉布被稱為「地獄兄妹」。
性格殘忍又奔放，擅長雙手使用短劍快速、連續地進行攻擊。在第二次馬格瑪星人侵略D60的戰鬥中，她和由拉布一起與斯皮卡交戰，最後與雷古洛斯交手。最終被趕來的圖本輕鬆壓制並擊殺。

### 其他角色
迪亞斯（ディアス）
聲優：石田彰、小川輝晃（阿布索留特迪亞波羅）
一名穿越時空的武者，由於仰慕宇宙幻獸拳的實力，自願成為阿魯德大師的弟子。其真身則是屬於阿布索留特人一族的阿布索留特迪亞波羅。
為了奪取最強宇宙幻獸，他並暗中買通了馬格馬提督沃魯岡而使D60遭到侵略。在得知寄宿在雷亭體內的宇宙幻獸水牛，是所有宇宙幻獸拳中最強的存在時，他產生了欺師滅祖的欲望。
當馬格馬軍團二度入侵期間，他企圖偷襲阿魯德卻被對方看破反擊，雖然受了致命傷，但還是成功奪走了阿魯德身上的宇宙水牛而獲得了剛力破牛拳的力量。並假裝保護師父失敗被重傷而死去。
在最後，迪亞斯仗著阿布索留特之心復活而殺害了菱蘭，並向雷古洛斯道出了真實身份而發起挑釁，最後綁架了失意的雷古洛斯，並一同離開D60。
超人力霸王雷歐（ウルトラマンレオ）
聲優：細谷佳正
來自L77星球的超人力霸王，因母星與D60星球有外交關係而定期到訪該星球接受幻獸拳訓練，在L77星球遭到馬格瑪侵略軍摧毀後逃往地球。
阿斯特拉（アストラ）
超人力霸王雷歐的弟弟，來自L77星球的超人力霸王，在L77星球遭到馬格瑪侵略軍摧毀後遭到該軍隊俘虜，之后不久被超人力霸王尊王解救，是該種族的最後倖存者。
阿布索留特塔爾塔羅斯（アブソリュートタルタロス）
聲優：諏訪部順一
阿布索留特人一族的戰士，自稱為宇宙最強的「究極生命體」。
在結尾因接應迪亞波羅而出場，並打倒憤怒沖向迪亞波羅雷古洛斯。並為了研究超人力霸王而綁架了失意的雷古洛斯，並與迪亞波羅一同離開D60。

## 製作
- 監修 - 塚越隆行
- 製作統括 - 永竹正幸
- 製作 - 隠田雅浩
- 企畫 - 黒澤桂、南谷佳
- 製作人 - 小西潤、金光大輔
- 執行製片人 - 石野仁子
- 製作協力 - VISTA
- 編集 - 村上裕介、金田昌吉
- 撮影監督 - 野澤啓
- 照明 - 河原真一
- 美術 - 中原佑典
- 行動協調員 - 岡野弘之
- 設定監修 - 池田遼
- 角色設計- 後藤正行、竹内純、脇貴彦
- 劇中設計 - 井野元大輔
- 概念藝術 - 武藤聖馬
- 助監督 - 竹内祐一、奥野竜也、福田和弘
- 攝影 - 百瀨修司
- 主題曲監督 - 川野勝廣
- A&R：板野美沙、手塚祐貴
- 編劇 - 足木淳一郎
- 監督 - 坂本浩一
- 製作・著作 - 圓谷製作
- 音響效果 - 足木淳一郎

### 戲服演員
- 超人力霸王雷古洛斯 - 大久保洸成
- 法羅斯 - 岡部暁
- 阿爾比歐 - 稲庭渉
- 迪亞斯 - 大村将弘
- 斯皮卡 - 野川瑞穂
- 圖本- 丸山貢治
- 法爾德 - 坂口俊昭
- 阿魯德大師 - 工藤舞人

## 音樂

### 片頭曲
「fist of hope」
編曲：村山☆潤、作詞・作曲・歌：仲村宗悟、

### 片尾曲
「fist of hope」
作詞・作曲：渡邊翔歌：仲村宗悟

### 音樂協力
- 中村康隆 / 真鍋ひでたか / 中沢昭宏 / SHIKI
- 《超人力霸王雷歐》劇中音樂作曲 - 冬木透
- 《超級銀河大怪獸格鬥》劇中音樂作曲 - 佐橋俊彥

## 其他相關媒體

### 特別篇
《超人力霸王雷古洛斯：第一次任務》（日语：ウルトラマンレグロス ファーストミッション）是該系列的第二部作品，於圓谷線上觀看服務平台「TSUBURAYA IMAGINATION」的原創作品獨家發行，官方Youtube正式播出日期為2023年7月3日、8日。
該部是從《超級銀河格鬥 命運的衝突》延續的世界觀直接續集，描繪了超人力霸王雷古洛斯在經歷了阿布索留特人一族之間衝突後的生活。時間序列則是在《超人力霸王特利卡》第14集期間。
2022年12月27日，《第一次任務》作為「Ultra Heroes EXPO 2023新年祭」活動的夜間活動舉辦的粉絲活動「Ultra Galaxy Fight Special Night」中特別推出。並作為限量播映。
。

### 故事大綱
在與阿布索留特一族的激戰之後，銀河救援隊在邁濟行星上察覺到了異常現象。但是由於利布特不在身邊，不得不單身調查的索拉，陷入了危機……
聽聞緊急消息的超人力霸王雷古洛斯，肩負身上宇宙幻獸拳的使命，前往救出索拉的任務。

### 登場英雄角色
- 超人力霸王雷古洛斯- 仲村宗悟
- 超人力霸王利布特- 駒田航
- 索拉- 潘惠美
- 超人力霸王葛雷- 関智一
- 超人力霸王帕瓦德- 森川智之
- 超人力霸王史考特- 古谷徹
- 超人力霸王查克- 寺杣昌紀
- 女超人力霸王貝絲- 瀨戶麻沙美
- 安德魯美洛斯 -  山口智大（日语：山口智広）
- 戰神（伊薩娜女王）- 真堂圭
- 佐菲 - 武内駿輔
- 超人力霸王 - 櫻井孝宏
- 超人力霸王傑克 - 三木真一郎
- 超人力霸王之父 -飯島肇（日语：飯島肇）
- 超人力霸王之母 -三森鈴子
- 扎拉布星人 - 神倉雅彌
- 雷布朗多星人 - 金子哈利（日语：かねこはりい）

## 外部連結
- 《超人力霸王系列》萬代官網 （页面存档备份，存于）（日語）
- 《超人力霸王系列》官方推特 （页面存档备份，存于）（日語）
- 奥特曼中国官方微博（中文）
- 《超人力霸王系列》台灣地區官方臉書專頁 （页面存档备份，存于）（中文）